# Tchibitka
La Tchibitka, en russe Чибитка, en altaï méridional Чибит, Tchibit, ce qui signifie littéralement « rivière jaune », est une rivière de montagne de l'Altaï et un affluent droit de la Tchouïa, qui appartient au système hydrologique de l'Ob.

## Géographie
Elle prend naissance sur le versant nord-est des monts Kouraï puis descend le plateau d'Oulagan où elle prend sur sa rive droite un torrent qui naît du lac Ouzoun-Kol situé à 2 000 d'altitude. La Tchibitka passe ensuite entre les monts Kouraï et Aïgoulak où elle forme le lac Tcheïbek-Kol et traverse tout de suite plus bas la Porte Rouge, passage spectaculaire de hautes falaises rouges. En arrivant au village de Tchibit, elle se jette dans la Tchouïa.
La vallée de la Tchibitka qui traverse le sud-est de la république de l'Altaï possède une vingtaine de lacs et d'étangs. Elle arrose la localité d'Aktach (d'où l'on rejoint l'autoroute R256 qui mène à la Mongolie) et de Tchibit.

## Référence
- (ru) Cet article est partiellement ou en totalité issu de l’article de Wikipédia en russe intitulé « Чибитка » (voir la liste des auteurs).

- (ru) Registre national des eaux, « Tchibitka dans le registre national des eaux de Russie », sur verum.wiki